# Щербово (Торжоцький район)
Щербово (рос. Щербово) — селище в Торжоцькому районі Тверської області Російської Федерації.
Населення становить 28 осіб. Входить до складу муніципального утворення Масловське сільське поселення.

## Історія
Від 2005 року входить до складу муніципального утворення Масловське сільське поселення.

## Населення
| 1996 | 2002 | 2008 | 2010 |
| ---- | ---- | ---- | ---- |
| 42   | ↗43  | ↘30  | ↘28  |